# ネウストラシムイ (フリゲート)
ネウスラシムイ（ロシア語: Неустрашимый, FF712）は、ロシア海軍のフリゲート。ネウストラシムイ級フリゲートの1番艦。

## 艦歴
「ネウストラシムイ」は、ヤンター造船所で建造され、1986年4月起工、1988年5月進水、1993年1月24日に就役の後にバルト艦隊第12水上艦師団・第128水上艦旅団に配属された。
ロシア海軍当局は、2008年2月初頭から、ロシア艦艇のソマリア派遣を示唆する発言を繰り返しており、2008年6月3日には「ロシア艦艇は、ソマリアへ向かう準備が出来ている」と発表した。
2008年9月24日、「ネウストラシムイ」は、海軍歩兵特殊部隊(対水中工作部隊)を乗せて母港バルチースクを出港した。
出港当日、行き先は明確にされなかったが、翌9月25日、ソマリア沖・アデン湾へ向かうと正式に発表された。同日には戦車などの武器を多数積載したウクライナ籍の貨物船「ファイナ」号が襲撃されるなど、情勢は悪化しつつある中での派遣表明となった。
「ネウストラシムイ」は、2008年10月28日からアデン湾で民間船の護衛を開始した。
2008年11月11日には海賊に襲撃された貨物船「パワフル」号の救援に尽力した。詳細はソマリア沖2008年11月11日の事件を参照。同月11月16日には、サウジアラビア籍の貨物船「ラビー(Rabih)」号を海賊の襲撃から守った。
2009年1月1日、「ネウストラシムイ」乗員は、海賊との戦いで新年を迎えた。同月1月11日にアデン湾での任務を太平洋艦隊の大型対潜艦「アドミラル・ヴィノグラドフ」へと引き継ぐまで、「ネウストラシムイ」は、総計で2700万容積トンの異なる国々の60隻弱の民間船を護衛した。
「ネウストラシムイ」は、2009年2月8日、母港バルチースクへ帰港した。
「ネウストラシムイ」がアデン湾から帰還する途中、ロシアの非政府系メディア(インタファクス、独立軍事評論など)と西側メディアは、同艦が重大な機器故障を起こした為、アデン湾から帰港しているという虚偽のニュースを流した。
この報道がロシア海軍総司令部に否定された後、ロシアの非政府系メディアは、「ネウストラシムイ」乗員がアデン湾で壊血病に罹った為、アデン湾から帰港しているという虚偽のニュースを流し、またもロシア海軍総司令部に否定された。